# Policeware
Un policeware (anglicisme, mot-valise formé à partir de « police » et « software », littéralement « logiciel de police ») est un type de logiciel développé par des autorités (police, service de renseignement, etc.) pour surveiller les communications et les activités électroniques de ses citoyens.

## Dans le monde

### États-Unis
Aux États-Unis, le premier exemple de policeware dont l'existence a été révélée au public est Carnivore, un logiciel de reniflage installé par le FBI sur le réseau d'un fournisseur d'accès à Internet pour en surveiller le trafic. Magic Lantern, lui aussi utilisé par le FBI, est un enregistreur de frappe installé, à l'insu de la personne surveillée, directement sur sa machine, à la manière d'un cheval de Troie. Oasis est un logiciel développé par la CIA pour convertir les enregistrements d'écoutes téléphoniques en texte, et ainsi permettre d'y rechercher une chaîne de caractères.

### France
- Application de recueil de la documentation opérationnelle et d'informations statistiques sur les enquêtes, Nouveau système d'information dédié à l'investigation.